# Підлісці (Шепетівський район)
Підлі́сці — село в Україні, у Ізяславській міській громаді Шепетівського району Хмельницької області. Населення становить 283 осіб.

## Географія
У селі бере початок річка Луб'яхівка, права притока Горині.

## Історія
У 1906 році село Михнівської волості Ізяславського повіту Волинської губернії. Відстань від повітового міста 12 верст, від волості 12. Дворів 92, мешканців 584.
7 (20) листопада 1917 року, відповідно до Третього Універсалу Української Центральної Ради, увійшло до складу Української Народної Республіки.
Колишній орган місцевого самоврядування — Щуровецька сільська рада.
12 червня 2020 року, відповідно до розпорядження Кабінету Міністрів України № 727-р «Про визначення адміністративних центрів та затвердження територій територіальних громад Хмельницької області», увійшло до складу Ізяславської міської територіальної громади.
19 липня 2020 року, в результаті адміністративно-територіальної реформи та ліквідації Ізяславського району, село увійшло до складу новоутвореного Шепетівського району

## Населення

### Мова
Розподіл населення за рідною мовою за даними перепису 2001 року:
| Мова       | Кількість | Відсоток |
| ---------- | --------- | -------- |
| українська | 281       | 99.29 %  |
| російська  | 2         | 0.71 %   |
| Усього     | 283       | 100 %    |

## Уродженці
- Клавдія Жолткевич — дружина композитора Миколи Леонтовича.
- Олександр Жолткевич — скульптор.
- Лідія Жолткевич — художник-графік.